# Botulf-bladet
Botulf-bladet var medlemsorganet som från 2004 utgavs av HEF (HumanEtiska Föreningen) med cirka fyra nummer per år. Redaktör var Camilla Grepe.
Botulf var Upplandsbonden som 1311 dömdes att brännas på bål för att han förkastade tron på Jesu verkliga närvaro i nattvardens sakrament. Botulf-bladet tar parti för religionens offer som Salman Rushdie och Taslima Nasrin och andra sekulära humanister. Botulf-bladet försvarar humanismens etik - Human-Etik - och avvisar övernaturliga förklaringar av livet och världen.
Botulf-bladet redovisar ett försvar av religionens offer och kritik av religiös fundamentalism. Här propageras för vetenskap, medmänsklighet och förnuft i stället för religiösa dogmer.
Tidningen lades ned 2009.